# Tô pô phần bù hữu hạn
Tô pô phần bù hữu hạn là tô pô có thể định nghĩa trên mỗi tập {\displaystyle X}. Nó bao gồm tập rỗng và các tập mở là các tập con của {\displaystyle X} có phần bù là hữu hạn. Do đó, trong tô pô phần bù hữu hạn, chỉ những tập đóng hoặc {\displaystyle X} là hữu hạn. Rõ ràng hơn, ta có thể viết tô pô phần bù hữu hạn như sau:
{\displaystyle {\mathcal {T}}=\{A\subseteq X\mid A=\varnothing {\text{ hoặc }}X\setminus A{\text{ hữu hạn}}\}}

## Tính chất
Mọi tập con {\displaystyle A} của không gian tô pô {\displaystyle X} với tô pô phần bù hữu hạn là compact.

### Chứng minh.
Giả sử {\displaystyle \left\{U_{i}:i\in I\right\}} là một phủ mở của {\displaystyle A}. Khi đó
{\displaystyle A=\bigcup _{i\in I}U_{i}}
nên
{\displaystyle X\setminus A=\bigcap _{i\in I}X\setminus U_{i}}
Vì mỗi {\displaystyle X\setminus U_{i}} là hữu hạn nên {\displaystyle \bigcap _{i\in I}X\setminus U_{i}} cũng hữu hạn. Do đó ta có thể chọn ra hữu hạn tập {\displaystyle X\setminus U_{i}} ({\displaystyle i\in J} với {\displaystyle J\subset I} và {\displaystyle |J|<\infty }) sao cho
{\displaystyle X\setminus A=\bigcap _{i\in J}X\setminus U_{i}}
Do đó 
{\displaystyle A=\bigcup _{i\in J}U_{i}}
Vậy {\displaystyle A} compact.

### Hệ quả
Một không gian tô-pô phần bù hữu hạn là một không gian compact.